# Микитина сосна
Мики́тина сосна́ — ботанічна пам'ятка природи місцевого значення в Україні. Розташована в межах Березнівського району Рівненської області, на захід від села Балашівка (біля хутора Ведмежа). 
Площа 0,1 га. Статус надано згідно з рішенням обласної ради від 27.05.2005 року, № 584. Перебуває у віданні Балашівської сільської ради. 
Статус надано з метою збереження одного екземпляра сосни звичайної, яка вважається найбільшою і найстарішою сосною в Березнівському районі. Вік дерева понад 200 років, обхват 3,60 м, висота 22 м. Свою назву дерево отримало від оселі місцевого жителя Микити, біля якого вона росла.